# Сисодия

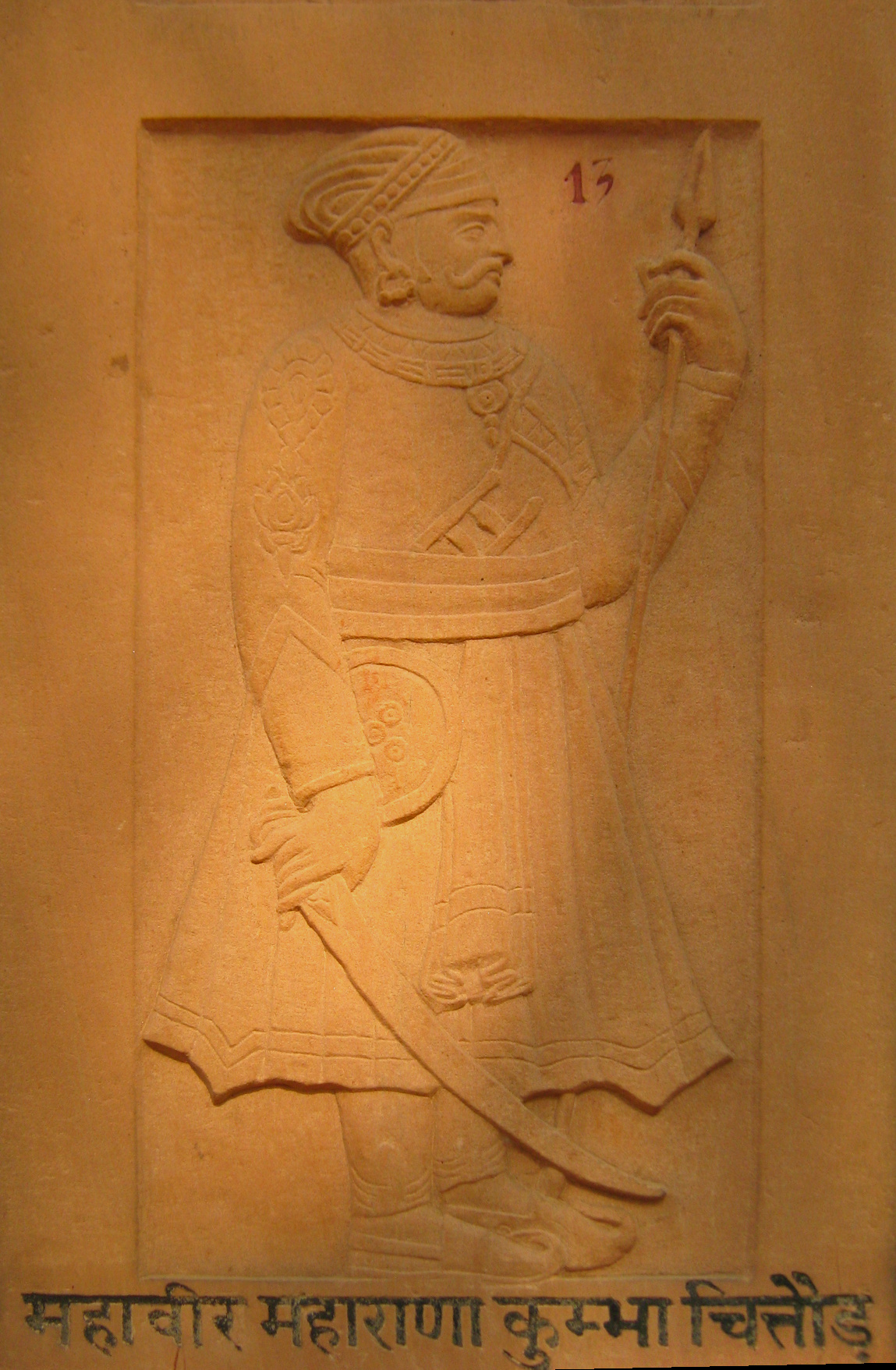
Махарана Кумбха (1433—1468), один из самых выдающихся правителей клана Сисодия

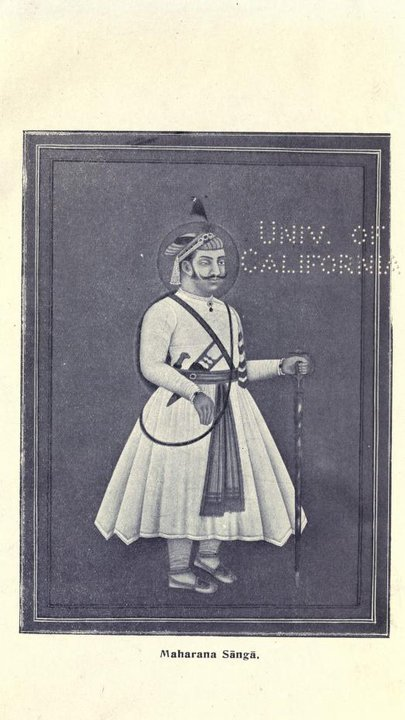
Санграм Сингх (1484—1528), правитель Мевара (1508—1528)

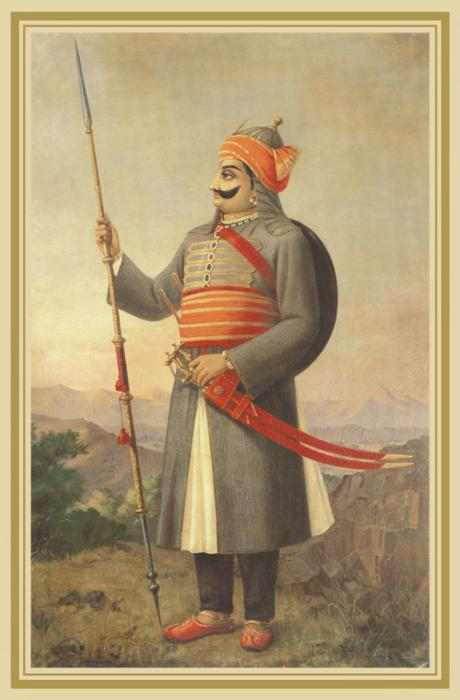
Махарана Пратап Сингх I (1540—1597), махарана Мевара (1572—1597)

Сисодия (хинди सिसोदिया) — это индийский клан раджпутов, который претендует на происхождение от Сурьяванши (Солнечная династия). Династия, принадлежащая к этому клану, правила княжеством Мевар в Раджастане. Название клана также транслитерируется как Sesodia, Shishodia, Sishodia, Shishodya, Sisodya, Sisodia или Sisodiya.

## Происхождение
Династия Сисодия прослеживает свою родословную до Рахапы, сына Ранасимхи, царя из династии Гухила XII века. Основная ветвь династии Гухилов завершилась их поражением от мусульманской династии Хильджи при осаде Читторгарха (1303). В 1326 году Рана Хаммир (1301—1378), принадлежавший к боковой ветви этого клана, однако восстановил контроль над регионом, восстановил династию, а также стал основателем клана Сисодия, ветви династии Гухила, к которой принадлежали все последующие Махараны Мевара. Сисодия восстановила контроль над Читтором, бывшей столицей династии Гухила.
Сисодия, как и многие другие раджпутские кланы, утверждают, что они происходят от легендарной Сурьяванши, или Солнечной династии. Rajprashasti Mahakavyam, хвалебный текст XVII века, заказанный правителем Мевара раной Радж Сингхом (1629—1680), содержит частично мифическую, частично легендарную и частично историческую генеалогию клана Сисодия. Работа была написана Ранчходом Бхаттом, брахманом-телугу, чья семья регулярно получала подарки от Сисодии. Генеалогия прослеживает происхождение династии от правителей Айодхьи, начиная с Ману, которому наследовали несколько императоров из династии Икшваку, таких как Рама. Один правитель Виджая покинул Айодхью и отправился «на юг» по небесному повелению (точное место его поселения не упоминается). Ему наследовали 14 правителей, чьи имена оканчивались на суффикс — адитья («солнце»). Грахадитья, последний из них, основал новую династию под названием Грахапутра (то есть династию Гухила). Говорят, что его старший сын Вашапа завоевал Читракуту (современный Читтор) в VIII веке и принял титул Равал, благодаря милости Шивы. Третий сын Радж Сингха I, Рана Бахадур Сингх принял ислам и стал основателем династии «Этаар». Однако ученые предполагают, что предок, прославляющий традиции Великих Моголов, был причиной того, что члены клана Сисодия утверждали, что ведут свое происхождение от древней династии, упомянутой в Рамаяне.

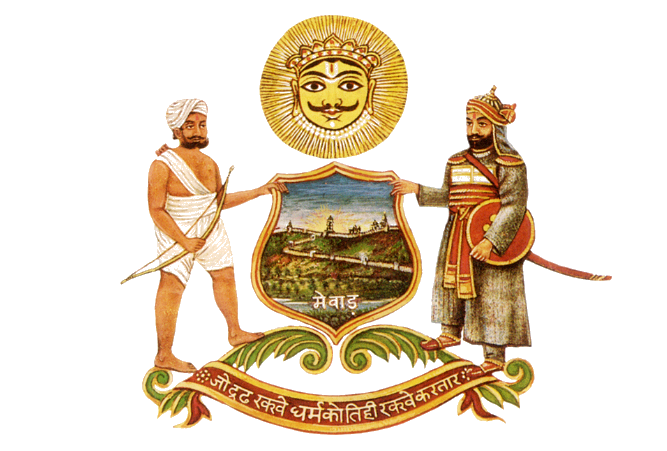
Герб клана Сисодия из княжества Удайпур

Грахадитья и Вашапа, более известный как Баппа Равал (правил в 728—753 годах) являются популярными фигурами в фольклоре Раджастани. Их преемники включают людей, которые известны как исторические фигуры. Согласно генеалогии Rajprashasti, один из них — Самар Сингх — женился на Притхи, сестре Притхвираджа Чаухана. Его внук Рахапа принял титул рана (монарх). Потомки Рахапы провели некоторое время в месте, называемом Сисода, и поэтому стали известны как «Сисодия»
Согласно персидскому тексту Maaser-al-Omra, раны Удайпура из клана Сисодия происходили от Ношизада, сына Ноширван-и-Адила, старшей дочери Йездегерда III, последнего шаха персии из династии Сасанидов.

## История
Наиболее известными правителями клана Сисодия были Рана Хамир (1326—1364), Рана Кумбха (1433—1368), Рана Санга (1508—1528) и Рана Пратап (1572—1597). Клан Бхонсле, к которому принадлежал основатель Маратхской империи Шиваджи, также заявлял о своем происхождении от семьи Сисодия. Точно так же династия Рана в Непале также утверждала, что ведет свое происхождение от Ран из Мевара.
Согласно хроникам Сисодии, когда делийский султан Алауддин Хильджи напал на Читторгарх в 1303 году, мужчины Сисодии совершили Саку (сражаясь насмерть), в то время как их женщины совершили Джаухар (самосожжение, предпочтя стать вражескими пленниками). Это повторилось дважды: когда гуджаратский султан Бахадур-шах осадил Читторгарх в 1535 году и когда император Великих Моголов Акбар завоевал его в 1567 году.
Частые стычки с Великими Моголами сильно уменьшили могущество династии Сисодия и размеры её царства. Правящие раны из клана Сисодия в конечном счете приняли сюзеренитет Великих Моголов, а некоторые даже сражались в армии Великих Моголов. Однако художественные и литературные произведения, заказанные последующими правителями Сисодии, подчеркивали их историческое прошлое до Империи Великих Моголов . Члены клана Сисодия были последней раджпутской династией, вступившей в союз с Великими Моголами, и, в отличие от других раджпутских кланов, никогда не вступали в браки с могольской императорской семьей. Женщинам из других раджпутских кланов, имевшим брачные отношения с Великими Моголами, запрещалось вступать в брак с членам клана Сисодия . Сисодия культивировали элитную идентичность, отличную от других раджпутских кланов через поэтические легенды, панегирики и визуальные искусства, заказанные ими. Джеймс Тод (1782—1835), офицер Британской Ост-Индской компании, опирался на эти труды для своей книги «Анналы и Древности Раджастхана, или центральные и западные раджпутские княжества Индии» (1829—1832). Его широко читаемая работа в дальнейшем помогла распространить взгляды Сисодия как высшего клана раджпутов в колониальной и постколониальной Индии.